# Livinhac-le-Haut
Die Gemeinde Livinhac-le-Haut mit 1102 Einwohnern (Stand 1. Januar 2022) liegt in der französischen Region Okzitanien im Département Aveyron.
Die Gemeinde liegt am Fernwanderweg GR 65, welcher weitgehend dem historischen Verlauf des französischen Jakobsweges Via Podiensis folgt.

## Geografie und Verkehr
Livinhac-le-Haut liegt am südwestlichen Rand des Zentralmassivs, am nördlichen Ufer des Lot, in einem Flussknie, sodass der Fluss den Ort von drei Seiten umschließt. Anders als man aus dem Namen schließen könnte, liegt der Ort nur wenig höher als der Lot. Die nächsten französischen Großstädte sind Lyon (242 km) im Nordosten, Toulouse (127 km) im Südwesten, Bordeaux (225 km) im Westen und Montpellier (170 km) im Südosten.
Der nächste Verkehrsflughafen ist Rodez-Marcillac, der unter anderem von Air France und von Ryanair angeflogen wird. Über die Decazeville und die D840 liegt er circa 33 Straßenkilometer entfernt, in südöstlicher Richtung.
Die nächste Bahnstation ist Viviez-Decazeville, circa 10 Kilometer entfernt.
Nach Livinhac-le-Haut führen Straßenverbindungen über die D627, welche am nördlichen Ufer des Lot verläuft, oder die D21, welche von der südlichen Uferstraße, der D963, abzweigt. Die D963 führt in die nächstgelegene Stadt Decazeville.

## Geschichte
Auf dem Gebiet von Livinhac-le-Haut wurden Funde aus gallo-römischer Zeit entdeckt. 924 wird die Stelle am Lot erstmals als Hafen erwähnt. Lange Zeit herrschen die Barone von Roque-Bouillac über den Ort.

### Bevölkerungsentwicklung
| Jahr                       | 1962 | 1968 | 1975 | 1982 | 1990 | 1999 | 2007 | 2016 |
| Einwohner                  | 1410 | 1423 | 1384 | 1320 | 1179 | 1126 | 1068 | 1148 |
| Quellen: Cassini und INSEE |      |      |      |      |      |      |      |      |

## Jakobsweg(Via Podiensis)
In Livinhac-le-Haut gibt es neben Touristinformation, Hotel und Restaurant auch einen Campingplatz. Außerdem finden sich dort mehrere Pilgerherbergen (französisch: Gîte d’étape) und Privatzimmer (französisch: Chambre d’Hôtes) im Ort. Der Weg führt jetzt nördlich des Lot-Tals durch leicht welliges, landwirtschaftlich genutztes Gelände. Durch die Weiler Montredon und Saint-Félix-de-Mirabel wird der nächste größere Ort Figeac erreicht. Anhand der Vegetation macht sich zunehmend der südliche Einfluss bemerkbar. Unterwegs gibt es nur spärliche Übernachtungsmöglichkeiten. Circa zwei Kilometer abseits des GR 65 gibt es im Ort Felzins mehrere Pilgerherbergen. Auf Straßen wird Figeac entweder durch das Lot-Tal (D42, D840), oder über die Hochfläche auf der Route D21, D18 und D2 erreicht.

## Sehenswürdigkeiten
- Ruinen des Schlosses Roque-Bouillac aus dem 11. Jahrhundert
- Schloss Marcenac aus dem 15. und 16. Jahrhundert
- Kirche Roque-Bouillac mit silbernem Prozessionskreuz aus dem 15. Jahrhundert
- Friedhof Roque-Bouillac, auf einem Felsen gelegen